# Zalaszentmihály
Zalaszentmihály is een plaats (község) en gemeente in het Hongaarse comitaat Zala. Zalaszentmihály telt 1052 inwoners (2001).